# Don't Let Me Down
"Don't Let Me Down" là đĩa đơn của ban nhạc The Beatles (cùng Billy Preston), thu âm vào năm 1969 trong quãng thời gian thực hiện dự án Get Back. Đây là một sáng tác của John Lennon song được ghi cho Lennon-McCartney.

## Thành phần tham gia sản xuất
- John Lennon – hát chính, guitar nền.
- Paul McCartney – bass, hát bè
- George Harrison – guitar lead, hát nền.
- Ringo Starr – trống.
- Billy Preston – piano điện.

Theo Ian MacDonald
Còn nhiều tranh cãi trong việc ai là nhà sản xuất cho ca khúc này "có sự nhầm lẫn vai trò giữa George Martin và Glyn Johns". Tuy nhiên trong giai đoạn 1967-1970, dòng phụ chú đĩa đơn có ghi Martin là nhà sản xuất.